# 北海道靜內農業高等學校
北海道靜內農業高等學校（日语：／ Hokkaidō Shizunai Nōgyō Kōtō Gakkō */?）是位於日本北海道日高郡新日高町的一所公立農業高等學校。其生產科學科固定每年都會培育競賽馬用的純種馬，是全日本唯一有在培育的純種馬高等學校，其2002年所培養的Yume Roman在2005年日本中央競馬會的賽事中共獲得3勝。

## 历史沿革
北海道是日本馬产业的重点产区，其中日高振興局一带更是该国主要的纯种马匹的繁育地，历史上亦曾为日军提供了不少品种优良的军马。
1941年，北海道厅在靜內町创立「北海道厅立静内农业学校」，1947年隨著北海道廳的改組更名为「北海道静内农业学校」，1948年由於配合日本的學制改革再更名為「北海道静内农业高等学校」，不過在1950年因北海道的高等學校重編，在增設普通科後更名為「北海道靜內高等學校」。
直到1978年，在北海道教育委員會的決定下，北海道静内高等学校的農業科析出獨立設立為「北海道靜內農業高等學校」，独立培养农业与畜牧业人才。